# Remon Van de Hare
Remon Van de Hare (Ámsterdam, 23 de mayo de 1982) es un exbaloncestista neerlandés. Con 2.22[cita requerida] de estatura, su puesto natural en la cancha era el de pívot.

## Trayectoria

### Clubes
| Club              | País      | Año         |
| ----------------- | --------- | ----------- |
| FC Barcelona B    | España    | 2001 - 2002 |
| FC Barcelona      | España    | 2002 - 2005 |
| KK Union Olimpija | Eslovenia | 2005 - 2006 |
| AEL Limassol      | Chipre    | 2006 - 2007 |
| Azovmash Mariupol | Ucrania   | 2007 - 2008 |
| AEK Lanarca       | Chipre    | 2008 - 2009 |
| UE Mataró         | España    | 2009 - 2010 |

## Selección nacional
Van de Hare jugó con la selección de baloncesto de los Países Bajos en 2008 la División B del Eurobasket.

## Palmarés
- Euroliga: 2003
- Liga ACB: 2003, 2004
- Supercopa de Eslovenia: 2005, 2006
- Liga de Chipre: 2007
- Copa de Ucrania: 2008
- Liga de Ucrania: 2008